# こわれもの (アダルトアニメ)
『「こわれもの」』は、文化放送ディレクターのおたっきい佐々木が原作・プロデュースを手掛けるアダルトアニメシリーズ。このアニメ作品を宣伝するラジオ番組「Fragile Heart〜こわれもの〜」とのメディアミックス企画として発売された。
ラジオ番組「Fragile Heart〜こわれもの〜」は文化放送とAM神戸にて放送された。アニメシリーズの第一作は、ソフト・オン・デマンドから全3巻のVHSとDVDが同時に発売された。また、第二作は有限会社こわれものから全2巻が発売された。

## スタッフ
「こわれもの」
- 原作・プロデュース：おたっきい佐々木（JCM）
- 製作：高橋がなり
- プロデューサー：ゴールデンボーイ（絶対少年）、おたっきい佐々木（JCM）、森野聡（ソフト・オン・デマンド）
- 企画：ゴールデンボーイ（絶対少年）
- 監督：豊岡薫
- 脚本：おたっきい佐々木（JCM）、ゴールデンボーイ（絶対少年）、YASU、平詩野
- キャラクターデザイン：山内則康[1・2・3話]、牧方二郎[3話]
- 音楽：剣持満、畑亜貴
- アニメーションプロデューサー：つっちー
- アニメーション制作：M&M
- 製作：ソフト・オン・デマンド

「こわれもの」II
- 原作：おたっきい佐々木（ライトニングスカーレット）
- プロデューサー：ゴールデンボーイ、おたっきい佐々木
- 脚本：おたっきい佐々木[1・2話]、ゴールデンボーイ[1話]
- キャラクターデザイン：山内則康、牧方二郎
- 音楽：剣持満、畑亜貴
- 出演：亜希TYPE I、亜希TYPE II、亜希TYPE III（OSAKA）
- 監督・コンテ：豊岡薫
- 演出：織田勘三郎[1話]、豊岡薫[2話]
- 作画監督：牧方二郎
- 美術：梅宮広樹
- 色彩設定：小林弘美
- 制作デスク・制作進行：冨田剛司
- エンディング音楽「Happy Day」
  - 作詞：寺門有紀、作曲編集：剣持満、歌：並木のり子
- 音響監督：早瀬博雪
- 音響制作：アークプロダクション[1話]、音響映像システム/イディオム[2話]
- アニメーション制作：ソルト
- アニメーション制作協力：テンカラット
- 制作協力：ランティス、イディオム
- 制作プロデューサー：赤城健一[1・2話]、才野美貴[1話]
- 製作：こわれもの Co.,Ltd.

## 映像ソフト
- Fragile Hearts Series「こわれもの」1 2000年5月20日発売 DVD:AAD-001、VHS:AAV-001
- Fragile Hearts Series「こわれもの」2 2000年6月20日発売 DVD:AAD-002、VHS:AAV-002
- Fragile Hearts Series「こわれもの」3 2000年11月20日発売 DVD:AAD-003、VHS:AAV-003
- 「こわれもの」II HEAVEN-1 2001年8月25日発売 DVD:BIBH-1838、VHS:BIVH-1838
- 「こわれもの」II HEAVEN-2 2001年11月25日発売 DVD:BIBH-1839、VHS:BIVH-1839/40
- 「こわれもの」II Complete Edition 2013年7月19日発売 DVD:DGRB-9796

## CD
マキシシングル
- OVA『Fragile Heart Series ～こわれもの～』微痛の楽園（ランティス、2000年5月24日発売[1]）LACA-4001

ドラマコレクション
- OVA『Fragile Heart Series ～こわれもの～』告白はめまいの雫（ランティス、2000年7月26日発売[2]）LACA-5005

オリジナルサウンドトラック
- OVA『Fragile Heart Series ～こわれもの～』繊細な束縛（ランティス、2000年8月23日発売[3]）LACA-5007